# ألكسندر شبلي
ألكسندر شبلي (بالإنجليزية: Alexandr Shabliy؛ مواليد 18 أبريل 1993) هو مُقاتل فنون قتالية مختلطة روسي يُنافس في فئة الوزن الخفيف في منظمة بيلاتور.

## وصلات خارجية
- ألكسندر شبلي على موقع شيردوغ (الإنجليزية)
- ألكسندر شبلي على موقع Tapology.com (الإنجليزية)